# Europsko juniorsko prvenstvo u vaterpolu
Europska juniorska prvenstva u vaterpolu održavaju se za igrače do 17 godina().

## Izdanja
| Godina | Zlato              | Srebro      | Bronca     |
| ------ | ------------------ | ----------- | ---------- |
| 2013.  | Crna Gora          | Srbija      | Mađarska   |
| 2011.  | Hrvatska           | Italija     | Španjolska |
| 2010.  | Italija            | Grčka       | Hrvatska   |
| 2008.  | Crna Gora          | Španjolska  | Srbija     |
| 2006.  | Srbija i Crna Gora | Mađarska    | Španjolska |
| 2004.  | Srbija i Crna Gora | Hrvatska    | Mađarska   |
| 2002.  | SR Jugoslavija     | Mađarska    | Italija    |
| 2000.  | SR Jugoslavija     | Grčka       | Italija    |
| 1998.  | SR Jugoslavija     | Italija     | Hrvatska   |
| 1996.  | SR Jugoslavija     | Mađarska    | Hrvatska   |
| 1994.  | Mađarska           | Hrvatska    | Španjolska |
| 1992.  | Mađarska           | Španjolska  | Grčka      |
| 1990.  | Jugoslavija        | SSSR        | Mađarska   |
| 1988.  | Jugoslavija        | SSSR        | Mađarska   |
| 1986.  | Njemačka           | SSSR        | Mađarska   |
| 1984.  | Italija            | Jugoslavija | Španjolska |
| 1982.  | Italija            | Rumunjska   | SSSR       |
| 1980.  | Španjolska         | SSSR        | Mađarska   |
| 1978.  | SSSR               | Mađarska    | Njemačka   |
| 1976.  | Italija            | Mađarska    | Španjolska |
| 1975.  | SSSR               | Španjolska  | Mađarska   |
| 1973.  | Mađarska           | SSSR        | Španjolska |
| 1971.  | Mađarska           | Španjolska  | SSSR       |
| 1970.  | SSSR               | Španjolska  | Njemačka   |